# Coloured

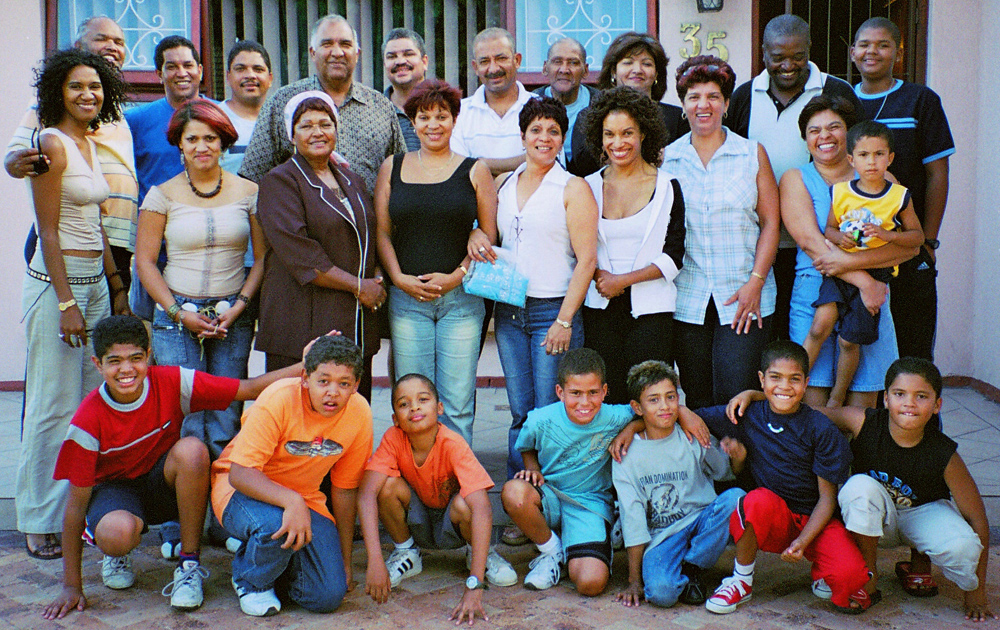
Coloured-Großfamilie in Kapstadt

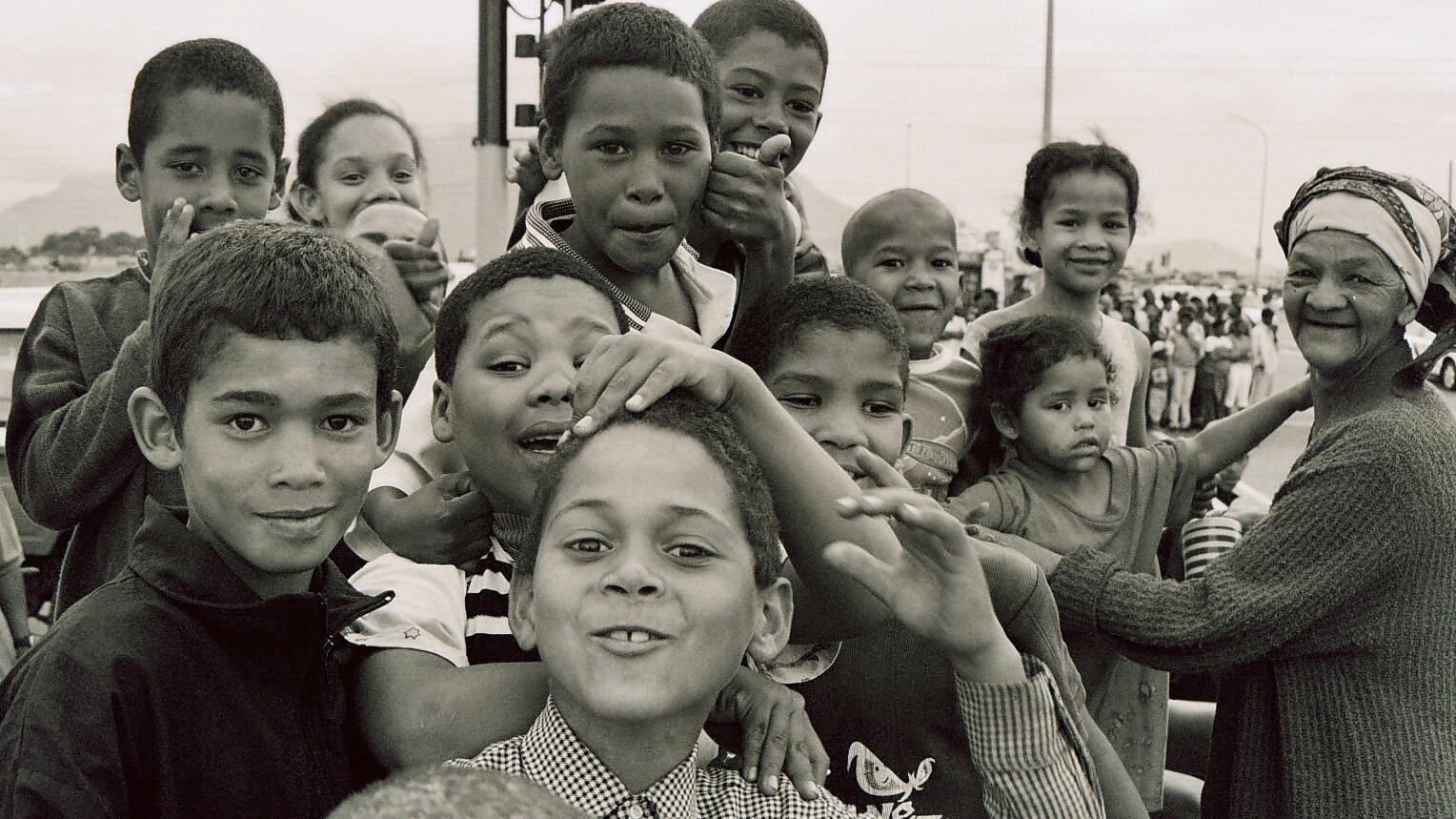
Coloured-Kinder in der Bonteheuwel-Township von Kapstadt

Als Coloureds (afrikaans kleurlinge oder bruinmense, auch bruin Afrikaners; deutsch auch Farbige oder Mischlinge) wird vor allem in Südafrika – in geringerem Ausmaß auch in Namibia und Simbabwe – eine Bevölkerungsgruppe von hochgradig diverser kultureller und ethnischer Zusammensetzung bezeichnet. Sie ist insbesondere auf dem Gebiet der ehemaligen Kapkolonie, d. h. im Süden und Westen Südafrikas, zudem in Teilen Namibias verbreitet. Dort ging sie aus der Verbindung europäischstämmiger Einwanderer mit Einheimischen, vor allem Khoikhoi und San, sowie „Kapsklaven“ aus Mosambik, Madagaskar, Süd- und Südostasien, die sich an die europäische Kolonialkultur assimilierten, hervor. Zu den Coloureds zählen auch die Kapmalaien: Personen mit Vorfahren aus Niederländisch-Indien.
Während der Apartheid wurde Coloured als „rassische“ Kategorie im Population Registration Act von 1950 festgeschrieben und bekam eine Mittelposition zwischen den herrschenden Weißen und den entrechteten Schwarzen zugewiesen. Nach der Statistikbehörde stellten die Coloureds zum Juli 2017 insgesamt 8,8 % der Bevölkerung Südafrikas; in der Provinz Westkap, in der auch Kapstadt liegt, sind sie mit 49 % die größte Bevölkerungsgruppe. Die Mehrheit der Coloureds im südlichen Afrika spricht Afrikaans als Muttersprache.

## Geschichtliche Aspekte
Gegen Ende des 18. Jahrhunderts gewann eine bis dahin kaum am öffentlichen gesellschaftlichen Leben der Kapkolonie beteiligte Bevölkerungsgruppe zahlenmäßige Bedeutung. Sie setzte sich aus ehemaligen Sklavenarbeitern zusammen, deren ethnische Herkunft sehr gemischt war, darunter zwangsweise importierte Menschen verschiedener Herkunftsregionen und Angehörige der indigenen Gruppen im südlichen Afrika, der Khoikhoi sowie der San. Seit 1834 etablierte sich für diese sehr inhomogene Bevölkerung ein Schulsystem unter dem Dach mehrerer Missionsgesellschaften. Diese Schulen hatten auf die damalige soziale Stellung bzw. für die Herausbildung des Selbstverständnisses dieser Menschen einen bedeutenden Einfluss. Die mit öffentlichen Geldern so unterstützten Missionsschulen entwickelten sich sehr schnell und waren bereits 1860 auf eine Anzahl von 160 angestiegen, im Gegensatz dazu nur 102 Schulen von der Kolonialverwaltung. Diese Missionsschulen unterrichteten zu diesem Zeitpunkt 14.265 Schüler und es waren nur 4.492 Schüler in den anderen Schulen. Der 1865 erlassene Education Act (deutsch etwa: Schulgesetz, wörtlich aber: Bildungsgesetz) bestimmte die staatliche Unterstützung für drei Schultypen: public schools (öffentliche Schulen), mission schools (Missionsschulen) und Native schools (wörtlich: Eingeborenenschulen).
Zwischen 1865 und 1921 gab es an den Missionsschulen keinen Unterschied in den Bildungszielen, die nach ethnischer Herkunft der Schüler spezifisch differenziert gewesen wären. Die Gesetzgebung im Jahre 1893 ermöglichte es jedoch, in den Missionsschulen Klassen für europäischstämmige Schüler einzurichten. Einige Jahre nach Gründung der Südafrikanischen Union wurde in der Cape Ordinance Nr. 5 von 1921 der Schulbildung für europäischstämmige und nichteuropäischstämmige Personen ein eigener Abschnitt gewidmet. Diese Entwicklung führte 1923 zur Einführung eines spezifischen Lehrprogramms für Cape Coloured primary schools.
In Hinsicht auf die Belange der Bevölkerungsgruppe hatte die Kapprovinz eine Cape Coloured Commission eingesetzt, die in ihrem Bericht aus dem Jahre 1937 eine Definition dieser Bevölkerungsgruppe vornahm. Unter Premierminister Jan Smuts schuf der Innenminister Harry Lawrence (United Party, später in der PFP) 1943 die Cape Coloured Permanent Commission, wogegen sich in der betroffenen Bevölkerungsgruppe auch Widerstand erhob. Mit der Ordinance No. 11 aus dem Jahre 1945 nahmen die Behörden der Kapprovinz eine Neuordnung des Schulwesen für Kinder der Coloureds vor, womit sich die Einführung der Schulpflicht verband. Aus dem Blickwinkel des Berichts der Tomlinson-Kommission von 1955 hatte die Bevölkerungsgruppe der Coloured persons keinen signifikanten Zuwachs aus Immigrationsvorgängen aufzuweisen, war aber zwischen 1936 und 1952 die demografische Gruppe mit der höchsten Fertilitätsrate. Trotzdem verbreitete sich spätestens seit 1951 in den Kreisen der Nationalisten die Absicht, das alte Wahlrecht der Coloureds abzuschaffen, zunächst mit dem Separate Representation of Voters Act, der unter Protesten wieder aufgehoben wurde und dessen Intentionen 1956 schließlich doch auf dem Gesetzgebungsweg Rechtskraft erlangten. Es dauerte bis 1969, als mit dem Coloured People’s Representative Council ein neues Angebot des Apartheidstaates zu einer scheinbar wirkungsvollen Mitwirkungsbeteiligung vorgelegt wurde, die jedoch wenig Akzeptanz fand.
Zu Zeiten der Apartheid galten die Coloureds den Schwarzen gegenüber als vermeintlich kulturell höherstehend und wurden in dieser rassistisch geprägten Gesellschaft relativ bevorzugt behandelt, was sich auch in der Siedlungspolitik niederschlug. Als Ende der 1950er Jahre in der damaligen südwestafrikanischen Hauptstadt Windhoek die beiden Vorstädte (sogenannte Townships) Katutura (für schwarze Namibier) und Khomasdal (für Coloureds) gegründet wurden, lag Khomasdal nicht nur dichter an der Stadt, sondern Coloureds erhielten dort auch größere Häuser und Grundstücke.
Auch nach dem Ende der Apartheids-Politik wird der Begriff Coloured in Südafrika aus pragmatischen Gründen weiter verwendet, beispielsweise vom staatlichen Statistikamt. Aus Gründen der Political Correctness sind stattdessen aber auch genauere, präzisere Bezeichnungen einzelner Bevölkerungsgruppen wie Orlam, Witbooi, Afrikaner und Baster in Verwendung.

## Demographisches und Stellung bei den Bürgerrechten

Bevölkerungsanteil der Coloureds gemäß Volkszählung 2011

Bevölkerungsdichte der Coloureds gemäß Volkszählung 2011

Die Gruppe der südafrikanischen Coloureds ist sowohl von der ethnischen Herkunft als auch der sozialen und religiösen Zugehörigkeit inhomogen.
Eine große Gruppe von etwa 200.000 Menschen bilden die sogenannten Kapmalaien, die auf von den Niederländern in die Kapkolonie gebrachte Arbeitssklaven und Kontraktarbeitern aus Niederländisch-Indien zurückgeht. Sie haben die Afrikaans-Sprache angenommen, sind aber meist Muslime. Siehe dazu auch Demografie von Western Cape und Bevölkerungsgruppen von Kapstadt.
Jeder Südafrikaner wurde im Apartheidstaat einer gesetzlich bestimmten demografischen Gruppe zugeordnet, einige davon wurden als „Rasse“ bezeichnet. Wechsel waren aufgrund spezieller Kriterien möglich, so dass ein Coloured als „Weißer“ eingestuft werden konnte und umgekehrt.
Die Stellung der Coloureds war während der Apartheid auch mit konkreten gesetzgeberischen Konsequenzen verbunden. Ihre Bevorzugung gegenüber der schwarzen Bevölkerung kommt in einigen Bestimmungen zur Datenerfassung und zur Identitätskarte im Population Registration Act aus dem Jahre 1950 zum Ausdruck. Ein besonderes Beispiel für die spezifische Behandlung dieser Bevölkerungsgruppe, sofern die Personen wahlberechtigt waren, sind die Sonderregelungen ihres Wahlrechtes mit dem Separate Representation of Voters Act aus dem Jahre 1951. 
Im 1984 eingeführten Dreikammersystem der damaligen Nationalversammlung stellten die Coloureds wie die Indischstämmigen je eine Kammer, die schwarze Bevölkerungsmehrheit jedoch nicht. Das House of Representatives der Coloureds wurde von der Labour Party beherrscht und hatte nur wenig Einfluss. Gegen diese Parlamentswahl erhob sich schon in deren Vorfeld massiver Widerstand aus den beiden Bevölkerungsgruppen, Boykottaufrufe und Kritiken wegen der damit beabsichtigten Vereinnahmung für den bestehenden Polizeistaat. Die inländisch sowie international verbreitete Vortäuschung eines vermeintlich demokratischen Verfahrens bei den Vorbereitungen zur Wahl sowie die geplante Ungleichbehandlung in den Kammern der Coloureds und der Inder sowie der konsequente Ausschluss der schwarzen Bevölkerungsmehrheit von der parlamentarischen Mitwirkung erzeugten ein ungeahntes Ausmaß an Ablehnung. Kritiker wie Neville Alexander bezeichneten das Dreikammersystem als einen Versuch, „wie man die Macht teilt, ohne die Kontrolle zu verlieren“. Die Folgen für das Land waren lang anhaltende Unruhen und damit verbundene Ausnahmezustände mit Polizeiterror gegen die Zivilbevölkerung. Die beabsichtigte Einbindung der Coloured (und der Inder) in sowie die Rahmenbedingungen zu den Wahlen für das neue Parlamentssystem wurde von Neville Alexander als Verzerrung der Wirklichkeit verurteilt und er rief im Dezember 1984 in Kapstadt zur kritischen Distanz gegenüber Presse, Rundfunk und Fernsehen (SABC) wegen unzähligen Falschdarstellungen von Ereignissen in einer Vielzahl beeinflusster Medien auf.
In den historisch verwurzelten Ansichten der südafrikanischen Gesellschaft und von der Apartheidspolitik gesetzlich formalisierten Demografie waren Coloureds alle jene Personen, die weder den europäischstämmigen noch den schwarzen Bevölkerungsgruppen eindeutig zugeordnet werden konnten. Christoph Marx bezeichnet diesen Zustand als eine Definition ex negativo, denn es konnten weder eindeutige kulturelle noch biologische Unterscheidungsmerkmale dafür angeführt werden. Der Begriff „Coloured“ fand in Südafrika eine unter der Vorbehaltsformulierung „sogenannte“ oder selbst in Anführungsstrichen angewandte Praxis. Weil Vorbehaltserklärungen jeglicher Art für die Betroffenen verständlicherweise unzumutbar sind, hat sich im Selbstverständnis der Coloured inzwischen eine Haltung entwickelt, die von ihnen als positives Bekenntnis zu dieser Gruppenbezeichnung verstanden wird.
Nach den Ergebnissen der Volkszählung von 2001 rechneten sich rund vier Millionen Südafrikaner der Bevölkerungsgruppe der Coloureds zu, was einem Anteil von 8,9 % an der Gesamtbevölkerung Südafrikas entsprach. In den Provinzen Western Cape und Northern Cape betrug ihr Anteil mehr als 50 %, in allen anderen Provinzen lag er deutlich unter 10 % (zwischen 0,2 % in Limpopo und 7,4 % in Eastern Cape). 79,5 % gaben an, Afrikaans als erste Sprache zu sprechen, 18,9 % nannten Englisch.